# Ernst Kabisch
Ernst Kabisch, nemški general, * 2. junij 1866, † 23. oktober 1951.